# Стаднюк Іван Фотійович
Іван Фотійович Стадню́к (8 березня 1920, с. Кордишівка, Подільська губернія, УНР — 30 квітня 1994, Москва, Росія) — український російськомовний прозаїк, сценарист, драматург і військовий журналіст, відомий своїми книгами про українське село і про пройдену ним Німецько-радянську війну.

## Життєпис
Навчався в Українському інституті журналістики і Московському поліграфічному інституті. Учасник Другої світової війни. Друкувався з 1940 р.
Автор сценаріїв радянських фільмів: «Максим Перепелиця» (1955), «Артист із Коханівки» (1961), «Ключі від неба» (1965), «Між високими хлібами» (1970), «Дипломати мимоволі» (1978, у співав.), «Війна» (1990, т/ф, 6 с, у співавт.).
Нагороджений орденами Великої Вітчизняної війни І і II ст., Червоної Зірки, медалями. Лауреат Державної премії СРСР.
Був членом Спілки письменників Росії.

## Твори
- «Людина не здається» (повість, 1946-55)
- «Війна» (роман в 3-х книгах, 1967-80)
- «Москва, 41-й» (роман)
- «Меч над Москвою» (роман)
- «Перед наступом» (повість, 1949)
- «Життя, а не служба» (розповідь, 1950)
- «Сповідь сталініста» (мемуари)
- «Слідопити» (повість, 1951)
- «Серце пам'ятає» (повість, 1952)
- «Лейтенант Вернидуб» (розповідь, 1953)
- «Плевели зла» (повість, 1957)
- «Олена» (розповідь, 1962)
- «Люди не ангели» (роман, 1960-65)
- «Люди зі зброєю» (повість)
- «Максим Перепелиця» (повість в оповіданнях)

### Переклади українською мовою
- Війна : кн. 1-2 / авториз. пер. з рос. Б. Комара; худ. оформл. Б. Бродського — К. : Радянський письменник, 1977 — 472 с.
- Війна: кн. 1-3 / авториз. пер. з рос. Б. Комара; передм. О. Сизоненка; худ. оформл. Є. Сендзюка — К. : Дніпро, 1985 — 671 с.
- Москва, 41-й / авториз. пер. з рос. М. Зарудного; худ-оформл. М. Марущинець — К. : Дніпро, 1987 — 302 с.
- Люди не ангели / пер. Микола Шевченка - К. Дніпро, 1981 - 414 с.

## Фільмографія

### Сценарист
- 1983: «Спокій скасовується»
- 1990: «Війна на західному напрямку»